# Mondok József
Mondok József (Izsák, 1956. február 5. – Karád, 2020. december 31.) magyar politikus (pártonkívüli, Fidesz-KDNP-Nemzeti Fórum támogatással), 1998–2019 között, majd 2020-ban Izsák polgármestere. 1998-tól a Magyar Lovassport Szövetség fogathajtó szakbizottságának tagja, majd 2005-től elnöke. Nős, három fiúgyermek édesapja.

## Életpályája
Édesapja angol úri szabó, édesanyja, Kovács Etelka háztartásbeli varrónő. Édesapja 1962-ben telepítette első szőlőjét. 
Általános iskolai tanulmányait Izsákon végezte el, 12 éves korában már több száz nyúllal rendelkezett. Első saját lovát 18 évesen vette, amit egy magyar vizsla előzött meg. 14 évesen hizlalta első sertését, majd 60-80 darab disznót évente, mindezt 25 éven keresztül. Ezzel egyidejűleg szerzett Kecskeméten kereskedelmi végzettséget. 
1973-tól már az izsáki ÁFÉSZ munkatársa volt közel három évtizeden át. Munkáját három alkalommal is kiváló dolgozói címmel ismerték el. Meghatározó szerepe volt az egész országra kiterjedő terményfelvásárlási és terménykereskedelmi egység létrehozásában és működtetésében. 
25 éves korában 30 hektár sárfehér szőlőt ültetett, mely révén a térség egyik meghatározó termelőjévé vált. 
1990-ben elsők között alapított lipicai magánménest 40 kitűnő lóval, dr. Várady Jenő közbenjárásával. 1989 óta az izsáki Hubertus Vadásztársaság vadászmestere. 

## Közéleti szerepvállalása
1992 és 1994 között Izsák helyi önkormányzatának képviselője,1994 és 1998 között a település alpolgármestere volt. 1998-ban, 2002-ben, 2006-ban, 2010-ben és 2014-ben Izsák polgármesterének választották.
Polgármesterként tagja volt a helyi pályázati tervezést irányító Dunamellék LEADER-egyesület bírálóbizottságának.
2014-ben egyik cége, a Mondok Kft. EU-s forrásra pályázott a Darányi Ignác Terv egyik pályázatán, a cég nyert 35 millió forintot egy vadászház építésére.
A Miniszterelnökség 2017. június 19-i közleményében azt írta, hogy a Mondok Kft.-nek vissza kell fizetnie a "Vadászház építése" megnevezésű fejlesztésre felvett 35 millió forintos támogatást. Megállapították, hogy az ebből az összegből épült vadászházat "szabálytalanul, magáncélra használják, az ingatlant túlnyomóan Mondok József és ismeretségi köre veszi igénybe". A sajtó 2017 november végén beszámolt róla, hogy a nyomozást követően az ügyészség vádat emelt Mondok Józseffel szemben.
Izsákon 2019. október 13-án Mondok Józseffel szemben Kutas Tibor független jelöltet választották polgármesterré.
2020. szeptember 20-án az időközi választáson, Mondok Józsefet újraválasztották Izsák polgármesterévé.
2020. december 31-én, hajnalban hunyt el, Karádon.
Temetése 2021. január 15-én, (pénteken) 14:00-kor, volt az izsáki református temetőben. Magyarné Balogh Erzsébet és Magyar Csanád református lelkészek búcsúztatták. Lezsák Sándor, az országgyűlés alelnöke, a térség országgyűlési képviselője városépítő munkáját méltatva emlékezett meg Mondok Józsefről és hangsúlyozta, hogy örökségét továbbviszik a településen. Lázár Vilmos, a Magyar Lovassport Szövetség elnöke megemlékezésében felelevenítette a szenvedélyes lovas Mondok József sportágért tett fáradhatatlan, korszakos munkáját. Végül Bajkó Zoltán izsáki plébános vett búcsút a településvezetőtől. A temetésen közel 2000 fő vett részt.
2021. január 22.-én a Kecskeméti Járásbíróságon elsőfokú ítéletet hirdettek, Mondok József és társai perében. Az összes vádlottat felmentették bűncselekmény hiányában. Az állam már korábban elvesztette ellenük a polgári pert, így a vadászház támogatására nyújtott, majd visszakövetelt 35 millió forintot újra kifizették a Mondok Kft.-nek. A bíró indoklásában elmondta, hogy Mondok József halálával meg kellett szüntetni ellene az eljárást. Azonban ettől függetlenül sem nyert bizonyítást a vád, amely szerint a néhai Mondok József tévedésbe ejtette a hatóságokat és jogtalan előnyre tett volna szert. 

## Civil tevékenysége
1997-2007 között az Izsáki Sárfehér Sportegyesület elnöke, ebben az időszakban kiváló sporteredményeket ért el az egyesület a labdarúgás terén: Bács-Kiskun megye első osztályában 4 arany 4 ezüst és 1 bronz érmet szerzett Izsák.
1998-ban a Magyar Lovas Szövetség fogathajtó szakbizottságának is tagja lett, majd később elnöke, mely tisztsége 2005-ben a Magyar Lovas Szövetség elnökségi tagságával is bővült. Később a Magyar Lovas Szövetség alelnöke is lett. Egyik főszervezője volt a Kecskeméten megtartott fogathajtó világbajnokságnak, majd az Izsákon megrendezett fogathajtó Európa bajnokságnak.

## Kitüntetései
- Bács-Kiskun Megye Sportjáért (2005)[4]
- Gróf Széchenyi István Emlékérem (2006)[4]
- Magyar Köztársaság Érdemrend Lovagkereszt (2006)[4]
- Dél-Alföld Turizmusáért (2009)[4]
- Magyar Köztársaság Érdemrend lovagkeresztje polgári tagozata (2009)[19]
- Magyar Lovassportért Emlékérem (2013)[4]